# Макариевская церковь (Киев)
Макариевская це́рковь (укр. Макаріївська церква) — православный храм в Киеве, освящённый во имя священномученика Макария, митрополита Киевского, Галицкого и всея Руси (1495—1497), который был убит татарами на берегах Припяти в селе Скригалов (Белоруссия) во время путешествия из Вильно в Киев. Деревянный храм построен в русском стиле по проекту архитектора Евгения Ермакова в 1897—98 годах на Татарке. Расположен на крутом правом берегу Днепра, над исторической частью города — Подолом.

## История
Отмечая 400-летие той трагедии, в 1897 году Киевское Религиозно-просветительская Общество проводило мемориальные мероприятия и, в частности, за полгода построило храм. Для строительства этой церкви был пожертвован материал из разобранной Дмитриевской церкви на Байковом кладбище.
В обосновании строительства именно на Татарке (местности Киева, где в XIX веке селились казанские татары) упоминалась борьба с ересями, будто бы имевшими здесь распространения.
При храме до 1917 года существовало братство, занимавшееся просвещением и благотворительностью, работала школа, дневной приют для детей, библиотека.
1922 году была закрыта приходская школа, однако храм продолжал действовать до 1938 года.
В 1939 году со здания церкви, превращенной в мастерскую, были сняты купола.
Однако уже в конце 1941 года после оккупации Киева немецкими войсками с разрешения немецкой администрации храм снова стал действующим. Купола и убранство были восстановлены киевлянами.
В послевоенный период храм не закрывался, превратившись в единственную действующую церковь на Татарке и Лукьяновке.
В 1947 году в росписях храма принимал участие народный художник Иван Сидорович Ижакевич. Его кисти принадлежат две большие иконы в киотах "Николай чудотворец «мокрый» и "Богоматерь «Нечаянная радость», которые, по мнению искусствоведа Михаила Дегтярева являются «образцами мастерской передачи в доходчивой для верующих форме истории о чудесном спасении младенца… и о нравственном перерождении жестокого злоумышленника».